# Innan Glyvur
Innan Glyvur (IPA: [ˌɪnːan ˈgliːvʊɹ]) är en by på Eysturoy i Färöarna. Totalt hade Innan Glyvur 69 invånare år 2020. Byn tillhör Sjóvars kommun och grundades år 1884.

## Befolkningsutveckling
| Befolkningsutvecklingen i Innan Glyvur 1985–2020 | Befolkningsutvecklingen i Innan Glyvur 1985–2020 | Befolkningsutvecklingen i Innan Glyvur 1985–2020 | Befolkningsutvecklingen i Innan Glyvur 1985–2020 | Befolkningsutvecklingen i Innan Glyvur 1985–2020 |
| ------------------------------------------------ | ------------------------------------------------ | ------------------------------------------------ | ------------------------------------------------ | ------------------------------------------------ |
|                                                  |                                                  |                                                  |                                                  |                                                  |
| År                                               |                                                  |                                                  | Folkmängd                                        |                                                  |
| 1985                                             | 1985                                             |                                                  | 36                                               |                                                  |
| 1990                                             | 1990                                             |                                                  | 61                                               |                                                  |
| 1995                                             | 1995                                             |                                                  | 60                                               |                                                  |
| 2000                                             | 2000                                             |                                                  | 75                                               |                                                  |
| 2005                                             | 2005                                             |                                                  | 81                                               |                                                  |
| 2010                                             | 2010                                             |                                                  | 65                                               |                                                  |
| 2015                                             | 2015                                             |                                                  | 79                                               |                                                  |
| 2020                                             | 2020                                             |                                                  | 69                                               |                                                  |
|                                                  |                                                  |                                                  |                                                  |                                                  |